# نورثروب غرومان
نورثروب غرومان هو تكتل للصناعات الجوية والعسكرية نشأ عن شراء شركة غرومان من قبل شركة نورثروب عام 1994. اليوم شركة نورثروب غرومان هي ثالث أكبر مقاول للمعدات الدفاعية للجيش الأمريكي وأكبر باني للقطع البحرية وهي الشركة التي أنتجت كل حاملات الطائرات الأمريكية وعدد من الغواصات النووية . يعمل في الشركة على امتداد العالم أكثر من 123,000 شخص. عام 2006 بلغت إيرادات الشركة 30 مليار دولار في حين حققت أرباحاً صافية بلغت نحو 1.6 مليار دولار.

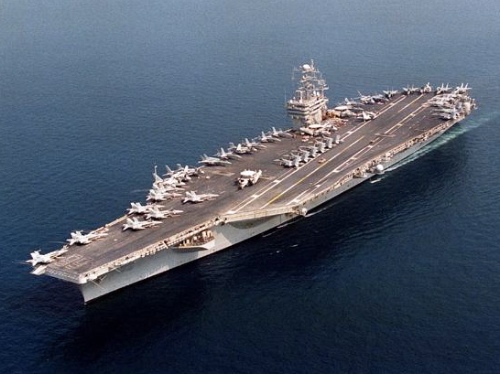
حاملة طائرات فائقة من طراز نمتز Nimitz من إنتاج Northrop Grumman Newport News

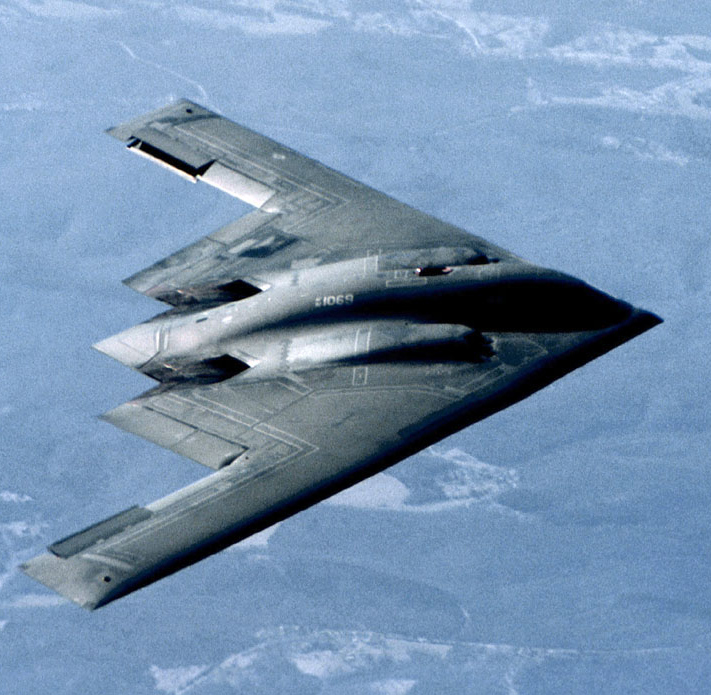
القاذفة ب 2 سبيريت من إنتاج نورثروب غرومان